# Sansa (Pirenéus Orientais)
Sansa (em catalão:  Censà) é uma comuna francesa na região administrativa da Occitânia, no departamento dos Pirenéus Orientais. Estende-se por uma área de 22.27 km², e possui 20 habitantes, segundo o censo de 2018, com uma densidade de 0.90 hab/km².